# 강호륜
강호륜(姜鎬倫, 1925년 4월 2일 ~ 1990년 3월 12일) 장군은 대한민국 공군 최초의 전투기 조종사들 가운데 일원으로, 한국전쟁에서 큰 공을 세운 공군 조종사이다.

## 6.25 전쟁 발발 전까지의 삶
강호륜 장군은 1925년 4월 2일 광양시 진월면 망덕리 장재부락에서 출생하였다.
광주 사범학교에서 2년간 수학하다가 당시 일제의 강제동원령에 따라서 비행훈련을 받고, 조종사가 되었다.
이후 포로로 잡혀있다가 정부 수립 이전에야 조국에 돌아와서 항공관련 사람들과 협력하여 한국 공군 창설에 노력하였고, 1948년 육군 항공부대에서 교육을 받은 후, 48년 9월 미군으로부터 10대의 L-4항공기를 인수한
조종사였으며, 동 비행기를 이용해 9월 15일 서울 상공을 시위비행한 최초의 공군 조종사 10명 중의 하나로 기록되어 있고, 이듬해 10월 1일 공군 독립과 함께 10월 25일 공군 소위(군번 50045)[16]로 임관하여 활동하였다. 이후 '여순 10·19사건' 진압작전과 '제주 4·3사건' 진압작전 및 지리산 공비토벌작전[17]에 참가하여 많은 활동을 하였으며, 또한 50년 5월 초 도입이 완료된 T-6 항공기 10대[20]의 조종사 중 하나로 5월 14일 오후 2시 여의도기지에서 편대 비행을 하기도 하였다.

## 6.25 전쟁 시기의 삶

### 1950년
6.25 전쟁이 발발하자 초기인 1950년 6월에는 수도권 방어를 위한 항공작전에 참가하여 T-6기에 국산 15㎏짜리 폭탄을 싣고 출격하여 적의 대공포화가 작렬하는 가운데 초저공으로 비행하면서 남진하는 적 전차와 차량 행렬에 공격을 가해 적 전차 및 트럭 수대와 병력 250여 명을 살상하는 전과를 올렸으며, 대한민국 공군 최초로 미 공군의 P-51 머스탱(F-51)를 인수한 조종사 10명 중에 1명으로 7월 3일부터 본격적인 출격작전을 감행하여 8월 낙동강전선 방어작전, 10월 북한 미림기지 공격을 위한 출격작전에 참가하였다. 그러나 50년 겨울에 중공군의 2차 공세로 후퇴하게 되자 제주기지로 이동하여 비행훈련을 지도하였고, 다음해 5월 1일에 백구기지에 투입되어 7월 23일 지리산 전투전경찰부대로부터 항공지원 요청을 받아 8월~9월 단독 전투훈련을 겸한 지리산 공비토벌작전에 참여하였다.

### 1951년
1951년 10월부터 실시된 한국공군의 강릉기지 단독출격작전에서는 제10전투비행전대(현 제10전투비행단의 모체)소속 비행대대장으로 출격작전을 지휘하였다.

### 1952~1953년
52년 1월 승호리 철교 폭파작전에서는 강릉전진부대장인 김신 대령을 도와서 작전처장으로 출격 편대와 폭격작전을 계획하였으며, 1952년 6월 16일부터 1953년 1월 16일까지 제10전투비행전대장을 역임하며 UN공군이 주도하는 평양대공습 작전에 참가하는 등 총 78회의 전투출격 임무수행과 전대장 및 참모로써 후배들의 출격작전을 계획하고 지휘하였다.

## 6.25 전쟁 이후의 삶
전쟁 후에는 공군본부 인사국장, 작전국장, 감찰관 등을 역임하면서 공군발전에 노력하였다. 정부는 강 준장의 공적을 기려 1951년 을지무공훈장, 1952년 충무무공훈장, 1956년 화랑무공훈장을 수여하였다. 1961년 7월 4일 공군 준장으로 전역하여 이후 교통부 항공국장, 관광국장, 기획관리실장등 정부 요직을 역임하였고, 이후 미국에서 여생을 보내다가 1990년 3월 12일 생을 마감하였다.

## 자손들
아들인 강주순(미국명 엘리엇 강)은 미국의 차관보에 임명되었다. 한국계 인사가 연방정부 부처의 차관보에 내정된 것은 지난달 미 법무부 환경·천연자원 담당 차관보에 지명된 토드 김 변호사 이후 두 번째다. 
손자는 강호륜 준장을 따라 학군 42기의 공군 비행사가 되었다.  

## 같이 보기
- 6.25 전쟁

- 대한민국 공군
- 지리산 공비 토벌전
- 평양대공습 작전